# David Lekuta Rudisha
David Lekuta Rudisha, född 17 december 1988 i Kilgoris, Kenya, är kenyansk friidrottare som tävlar i medeldistanslöpning.
Rudisha deltog vid VM i för juniorer 2006 där han vann guld på 800 meter. 2008 vann han guld på samma distans vid afrikanska mästerskapen i friidrott. 
Han deltog vid VM 2009 i Berlin där han blev utslagen i semifinalen. Efter VM tävlade han vid en gala i Rieti där han noterade tiden 1.42,01 vilket placerade honom som fyra genom alla tider på distansen. Bara Wilson Kipketer, Sebastian Coe och Joaquim Carvalho Cruz hade sprungit snabbare. Det var även den snabbaste tiden på tolv år. 
Han avslutade året med att vinna guld vid IAAF World Athletics Final 2009.
Den 22 augusti 2010 slog David världsrekordet på 800 meter på IAAF World Challenge Meeting-tävlingarna i Berlin på tiden 1.41,09. Bara en vecka senare, den 29 augusti 2010, förbättrade han världsrekordet med åtta hundradelar till 1.41,01. 

Rudisha deltog vid VM 2011 i Daegu där han vann guld på 800 meter på tiden 1.43,91.
Under olympiska spelen i London 2012 vann Rudisha guld på tiden 1.40,91, vilket är det nuvarande världsrekordet.

## Personliga rekord
- 800 meter – 1.40,91 från 2012 (världsrekord)